# برينارد تشيني
برينارد تشيني (بالإنجليزية: Brainard Cheney)‏ (3 يونيو 1900، فيتزجيرالد في الولايات المتحدة - 15 يناير 1990، ناشفيل في الولايات المتحدة)؛ روائي أمريكي.

## الجوائز
- زمالة غوغنهايم